# Metaalzomerkorst
Metaalzomerkorst (Vezdaea leprosa) is een korstmos behorend tot de Vezdaeaceae.

## Ecologie
Metaalzomerkorst komt voor op de grond of op steen in de kustduinen. Hij leeft in symbiose met de alg Leptosira.

### Syntaxonomie
Metaalzomerkorst staat te boek als kensoort van de smaragdsteeltjes-associatie (Barbuletum convolutae).

## Verspreiding
In Nederland is metaalzomerkorst zeldzaam.